# Saint-Jean-de-Maruéjols-et-Avéjan
Saint-Jean-de-Maruéjols-et-Avéjan är en kommun i departementet Gard i regionen Occitanien i södra Frankrike. Kommunen ligger i kantonen Barjac som tillhör arrondissementet Alès. År 2022 hade Saint-Jean-de-Maruéjols-et-Avéjan 856 invånare.

## Befolkningsutveckling
Antalet invånare i kommunen Saint-Jean-de-Maruéjols-et-Avéjan
Referens:INSEE